# Distrito de Antsiranana II
Antsiranana II es un distrito de la región de Diana, en la isla de Madagascar, con una población estimada en julio de 2014 de 108 274 habitantes.
Se encuentra situado al norte de la isla, cerca del parque nacional de la Montaña de Ámbar y de los ríos Mahavavy, Sambirano y Ramena.